# Lygdamis splendidus
Lygdamis splendidus är en ringmaskart som beskrevs av Lechapt och Kirtley 1998. Lygdamis splendidus ingår i släktet Lygdamis och familjen Sabellariidae. Inga underarter finns listade i Catalogue of Life.